# Miss A
miss A (en coréen : 미스에이) est un girl group sud-coréano-chinois créé par JYP Entertainment en 2010. Le 27 décembre 2017, JYP Entertainment annonce la séparation du groupe.

## Fan-club
Le nom de leur fanclub est « Say A ».

## Signification
Miss A signifierait « Nous allons devenir des célébrités avec un talent de première classe (‘A-class talent’) dans chaque spécialité. ».

## Biographie

### Pré-débuts
Fei et Jia apparurent dans la vidéo My Colors des 2PM. Suzy a également été un modèle. Min a failli commencer une carrière aux États-Unis en tant que protégée de Lil' Jon.

### 2010:Love Again,BAD BUT GOODetStep Up

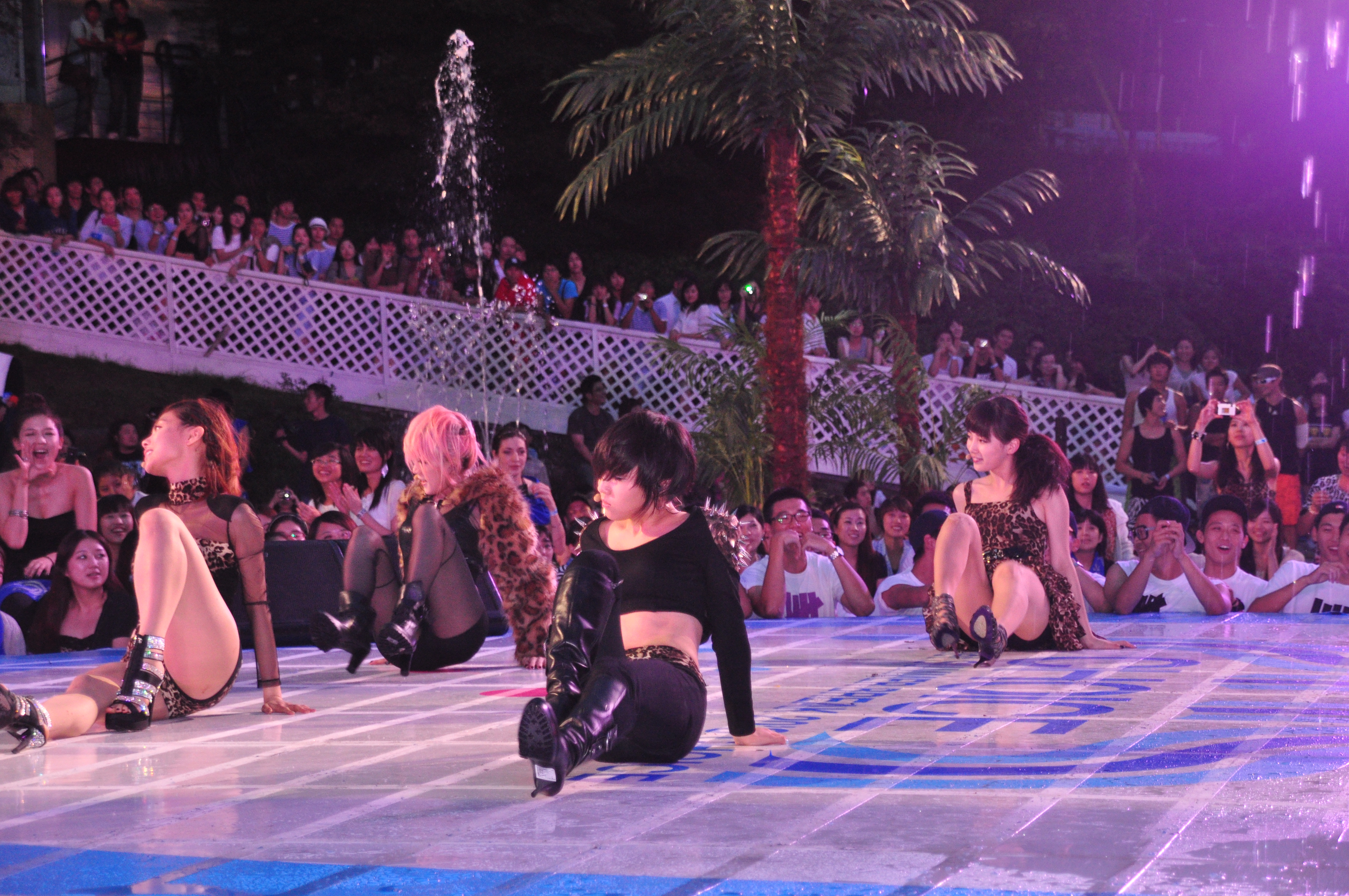
Miss A aux Mnet 20's Choice Awards.

Miss A a commencé officiellement début juillet 2010. À l'origine, miss A était annoncé comme un trio composé de Fei, Jia et Suzy en juin 2010. Avant cela, elles ont été largement connue par les fans, officieusement comme Sœurs JYP. Durant leur formation, elles étaient un groupe de 5 en 2009, mais le groupe a connu plusieurs changements, notamment la sortie de Hye Lim qui a rejoint les Wonder Girls, tandis que deux autres filles étaient parties. Min les avaient ensuite rejoint, après cela. Il fut ensuite question de changer le nom du groupe.
Le 10 juin 2010 sort le 1er digital single des miss A, encore JYP Sisters à l'époque. Le single sort en chinois et en coréen. Min n'apparait pas encore dans les clips. La chanson sert de thème à la campagne du "Samsung Anycall" et à son CF. Le 1er juillet, le premier mini-album des miss A -avec Min- sort sous le nom de BAD BUT GOOD. Les filles font la promotion de Bad Girl, Good Girl, et deviennent le premier groupe féminin à obtenir un prix "(M! Countdown Mutizen)" 22 jours après leur début.
Le 27 septembre 2011 sort le 2e mini-album des miss A, intitulé Step Up, la chanson titre de l'album, Breathe, est une chanson electro et colorée. Les filles ne gagnent qu'un seul prix avec Breathe, elles l'ont gagné au M! Countdown le 21 octobre.
Bad Girl, Good Girl est classé par plusieurs classements coréens comme le hit de l'année 2010.

### 2011:Love Alone,A ClassetA Class (Taiwan Edition)

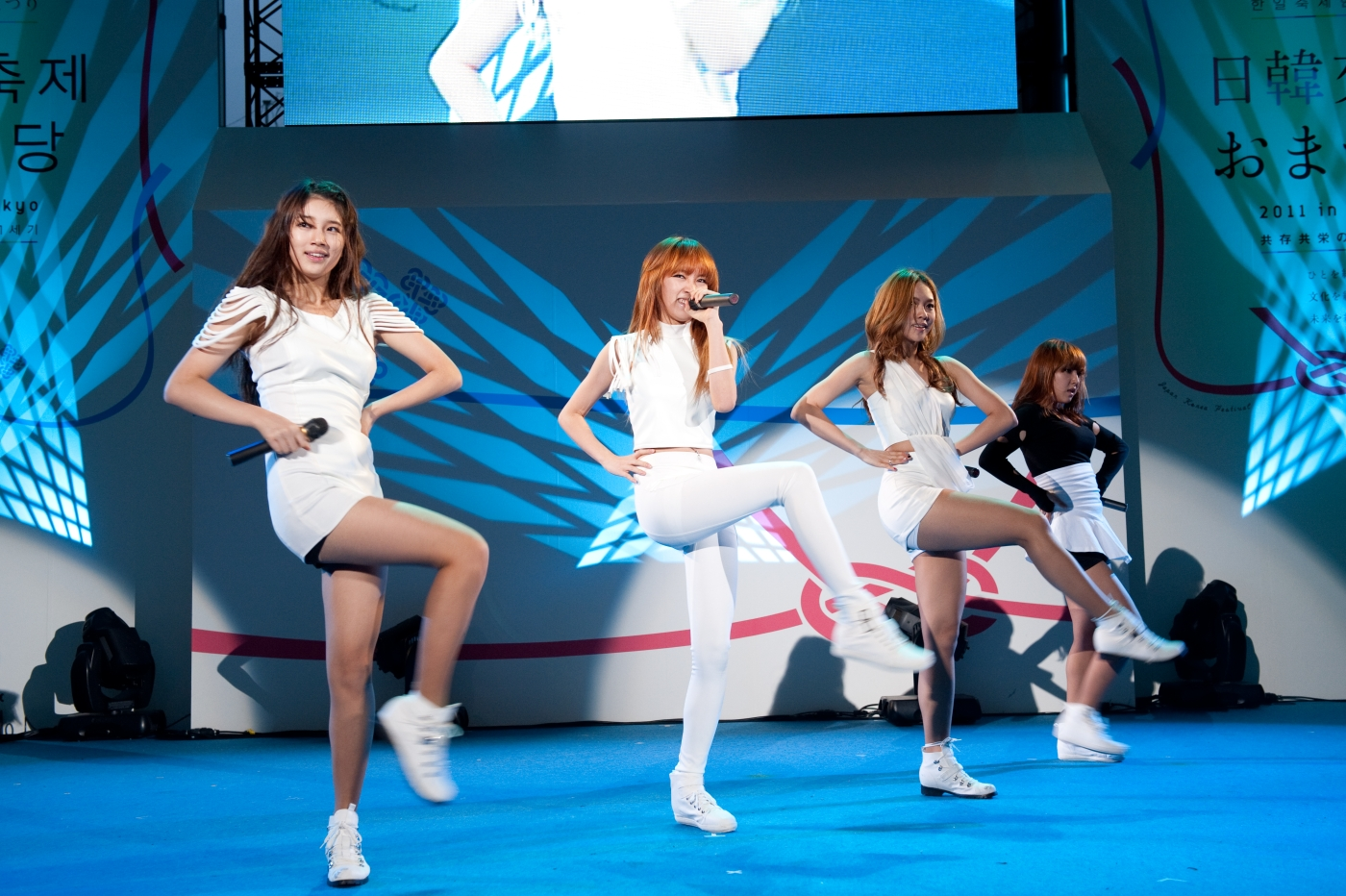
Miss A sur scène au Korea-Japan Festival à Tokyo en octobre 2011.

Le 2 mai 2011, le 2e digital single des miss A sort, intitulé "Love Alone". L'unique piste du single, Love Alone, est entièrement en anglais. Elle n'a été performée en live qu'une seule fois, lors du comeback stage avec Good-Bye Baby au Music Bank.
Vers début juin, des premiers teasers audios commencent à apparaitre sur le web, la chanson se nomme Good-Bye Baby et sera le titre principal de leur comeback. Fin juin, le comeback des miss A est annoncé : Les filles reviendront avec leur premier album complet "A Class", et le titre principal de cet album, Good-Bye Baby.
Les filles remportent trois prix aux émissions musicales : un au M! Countdown, un autre au Music Bank et le dernier à l'Inkigayo (où elles remportent leur prix face aux 2NE1). Le 18 juillet 2011, "A Class" sort enfin et se classe dans les charts musicaux.
Le 30 septembre 2011, l'édition taïwanaise de "A Class" sort. Cette version de l'album contient les mêmes pistes que la version coréenne de "A Class", mais avec les versions taïwanaise de Bad Girl, Good Girl, Breathe et de Good-Bye Baby en plus.

### 2013: Activités solos etHush
Fei a participé à l’édition spéciale célébrités de l’émission "Master Chef" (version coréenne) avec : Henry de Super Junior, Jiyul de Dalshabet, Tony An, Son Hoyoung et bien d'autres. Elle fait partie des finalistes de la saison mais arrive en deuxième position derrière Son Hoyoung. Fei a également participé à la troisième saison de la version coréenne de "Danse avec les stars" avec Seungho de MBLAQ et est devenu la première idole à gagner la compétition. Pendant ce temps, Jia a assisté à de nombreux défilés de mode et est apparue dans l'émission Let's Go Dream Team 2". Elle a également procédé à faire ses débuts d'actrice dans la série dramatique chinoise "One and a Half Summer" au côté d'un des membres de son label, Nichkhun de 2PM.

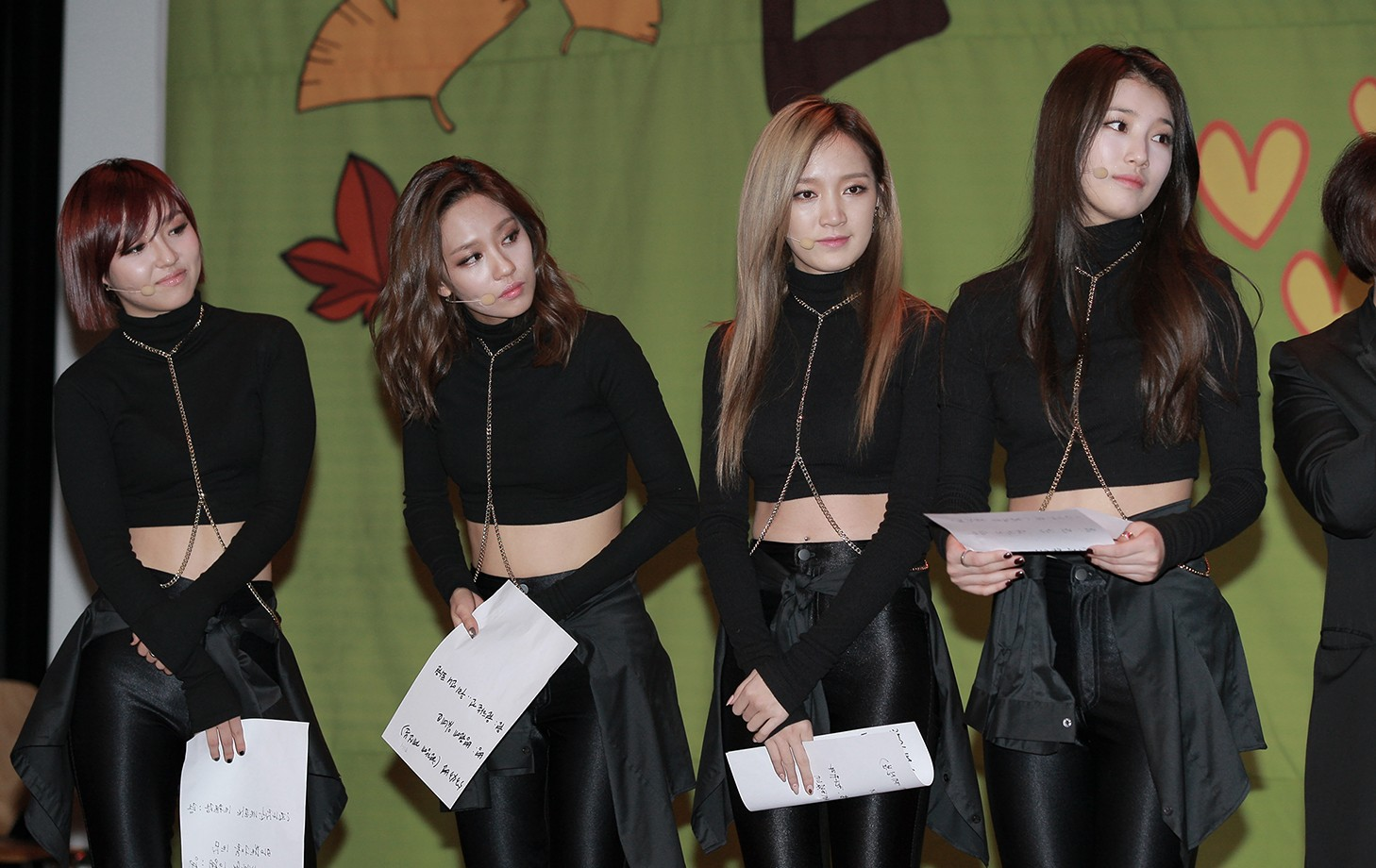
Miss A en 2013.

Le 29 octobre 2013, il a été confirmé que miss A sera de retour avec leur deuxième album studio nommé "Hush". La chanson titre du même nom que l'album a été composée par le célèbre duo de compositeur, E-Tribe, au lieu de l'habituel J.Y. Park.
Le 31 octobre, la photo teaser de Min a été publiée, le lendemain, celle de Suzy, suivi par celles de Jia et Fei les jours suivants, avec un teaser vidéo. Le 6 novembre, le clip de Hush est mis en ligne et l'album est sorti.
Le 7 novembre, elles ont effectué leur premier live au M! Countdown. Le groupe a remporté trois fois le premier prix : le 17 novembre à l'Inkigayo, le 21 novembre au M! Countdown et le 22 novembre au Music Bank. Le 21 novembre, en raison de la diffusion des MAMA 2013, il n'y eut pas d'épisode au M! Countdown, mais miss A a reçu le premier prix pour cette semaine de l'émission. Dès qu'elles eurent finis les promotions pour Hush en Corée le 8 décembre à l'Inkigayo, le groupe a commencé les promotions pour Hush en Chine.
Le 10 décembre, il est annoncé que AQ Entertainment qui était chargé de la gestion des carrières des miss A et de Baek Ah Yeon, aller être fermée. JYP Entertainment, à l’origine de cette filiale, a expliqué qu’elle allait être liquidée. Même si les deux artistes ont toujours été considérés comme membres de la JYP Entertainment, leurs carrières étaient en réalité gérées par cette filiale créée par JYP en 2008. Lors de la dernière réunion, JYP Entertainment a annoncé la liquidation de AQ Entertainment en expliquant qu’il n’était plus nécessaire de séparer la gestion des carrières de ses artistes d’un point de vue pratique mais aussi économique.

### 2015: Colors
Le 11 mars 2015, un représentant de JYP Entertainment a révélé au média The Fact que, “Les miss A feront un comeback avec une nouvelle chanson à la fin de ce mois-ci. Cet album mettra en avant le côté sexy si distinct des miss A. S’il vous plaît, attendez leur retour avec impatience.”. Miss A reviendra donc avec un nouvel opus après plus d'un an absence.
Le 17 mars, les premières photos teasers de leur nouveau mini-album, intitulé : "Colors" sont dévoilées, les filles y apparaissent dans des tenues roses, à la fois sexy et festives, et dévoilant aussi la date de sortie de l'opus qui est le 30 mars.
Le 26 mars, un teaser du clip de Only You, titre phare de l'EP, est mis en ligne par JYP Entertainment.
Le 29 mars (30 mars en Corée du Sud), le clip de Only You est mis en ligne et "Colors" est sorti.
Ce comeback semble avoir plu au grand public puisque le morceau en question a permis aux filles d’accomplir un perfect all-kill en seulement 2 jours. En effet, à peu près 48 heures après la sortie du MV, celui-ci a déjà dépassé les 2 millions de vues, alors que la chanson en elle-même s'est placée directement en haut des charts sur les sites de téléchargement légaux comme : Olleh, Mnet, Soribada, Naver Music, MelOn, Bugs, Daum Music, Cyworld Music, monkey3 et Genie, les jeunes femmes battent leur propre record, qui date de 2011 avec leur premier titre, Bad Girl Good Girl. De plus, Only You enregistrait le plus de vues sur le site chinois YinYueTai (spécialisé dans le partage de MV), devançant Father de PSY, Growing Pains de Super Junior-D&E (Donghae&Eunhyuk) et même Call Me Baby d'EXO.

### Activités en solo
En 2011, Suzy joua dans Dream High dans le rôle de Go Hye Mi avec Ok Taek Yeon et Jang Woo Young des 2PM, IU, Ham Eun Jeong des T-ara et l'acteur Kim Soo Hyun. Elle fit aussi une apparition dans Dream High 2, en tant que guest avec son personnage "Go Hye Mi".
En 2012, Suzy joue dans le drama Big dans le rôle de Chang Ma Ri, aux côtés de Goong yoo et Lee Min-Jung. Ce même année, elle participe également à l'émission coréenne "Invincible Youth 2". 
En 2013, Suzy joue le rôle de Dam Yeo Wool dans le drama Gu Family Book aux côtés de Lee Seung Gi. Plus récemment, Suzy à jouer dans le drama " Pendant ton sommeil" au côté de l'acteur Lee Jong-Suk.
Elle a également joué dans le drama « Vagabond » en 2019 diffusé sur Netflix

## Membres
Miss A n'a pas de leader.
| Nom de scène | Nom de scène | Nom de naissance | Nom de naissance | Date de naissance | Nationalité  | Position                                                                    |
| Romanisé     | Coréen       | Romanisé         | Cor./Chi.        | Date de naissance | Nationalité  | Position                                                                    |
| ------------ | ------------ | ---------------- | ---------------- | ----------------- | ------------ | --------------------------------------------------------------------------- |
| Fei          | 페이         | Wang Fei Fei     | 王霏霏           | 27 avril 1989     | Chinoise     | Chanteuse principale, Unnie (la plus âgée)                                  |
| Suzy         | 수지         | Bae Su Ji        | 배수지           | 10 octobre 1994   | Sud-coréenne | Chanteuse principale, rappeuse secondaire, visuel, centre du groupe, Maknae |

### Anciennes membres
| Nom de scène | Nom de scène | Nom de naissance | Nom de naissance | Date de naissance | Nationalité  | Position                                           | Date de départ  |
| Romanisé     | Coréen       | Romanisé         | Cor./Chi.        | Date de naissance | Nationalité  | Position                                           | Date de départ  |
| ------------ | ------------ | ---------------- | ---------------- | ----------------- | ------------ | -------------------------------------------------- | --------------- |
| Jia          | 지아         | Meng Jia         | 孟佳             | 3 février 1989    | Chinoise     | Rapeuse principale, danseuse principale, chanteuse | mai 2016        |
| Min          | 민           | Lee Min Young    | 이민영           | 21 juin 1991      | Sud-coréenne | Danseuse principale, chanteuse, rapeuse            | 9 novembre 2017 |

## Tournées
- 2013-2014 : Miss A: Party Asia Tour

Concerts à Chillicothe, Illinois (Summer Camp Music Festival), Hong Kong (AsiaWorld–Expo Hall) et à Beijing (Thinkpad Space),.

### Participations
- 2010 : JYP Nation Team Play Concert
- 2011 : JYP Nation au Japon
- 2011 : Jakarta FantastiKpop Festival
- Novembre 2011 : Kaohsiung Kpop Festival in Taiwan
- 2011 : K-Pop Music Fest in Sydney
- 2011 : M LIVE by CJ, Most Amazing 2011
- 2012 : 2012 TTV Super Star (New Year's Eve Program) in Taipei Arena, Taiwan
- 2012 : JYP Nation in Seoul et Japon
- 2012 :  2012 Korean Music Wave in Bangkok
- 2012 : K-POP Festival in Vietnam 2012
- 2012 : K-POP Music in China 2012
- 2013 : 27th Golden Disk Awards in Sepang International Circuit, Kuala Lumpur, Malaisie
- 2013 : Chalice Dubs Masquerade at the Canopy Club in Urbana, Illinois[21]
- 2014 : JYP Nation One Mic in Seoul, Hong Kong, Tokyo and Bangkok

## Récompenses
- 2010 : Cyworld Digital Music Awards : Rookie of the Month (July) (Bad Girl Good Girl)[22]
- 2010 : Cyworld Digital Music Awards : Song of the Month (July) (Bad Girl Good Girl)[23]
- 2010 : Mnet Asian Music Awards : Female Rookie Award[24]
- 2010 : Mnet Asian Music Awards : Best Female Dance Performance (Bad Girl Good Girl)[24]
- 2010 : Mnet Asian Music Awards : Song of the Year (Bad Girl Good Girl)[24]
- 2010 : 25th Golden Disk Awards : Digital Music Bonsang (Bad Girl Good Girl)[25]
- 2010 : 2nd Melon Music Awards : MBC + Star Award[26]
- 2011 : 20th Seoul Music Awards : Bonsang Award (Bad Girl Good Girl)[27]
- 2011 : Gaon Chart Awards : Best Digital Sales (Bad Girl Good Girl)[28]
- 2011 : 8th Korean Music Awards : Best Dance & Electronic Song (Bad Girl Good Girl)[29]
- 2011 : 8th Asia Song Festival : Best New Asian Artist[30]
- 2011 : China CETV Asia Teen Star Ceremony: Best Rookie Award[31]
- 2011 : 13th Mnet Asian Music Awards : Best Dance Performance – Female Group (Goodbye Baby)[32]
- 2011 : 1st KOMCA Music Awards: Dance Award (Bad Girl Good Girl)[33]
- 2011 : 26th Golden Disk Awards : Digital Music Bonsang (Goodbye Baby)[34]
- 2012 : 21th Seoul Music Awards : Bonsang Award (Goodbye Baby)[35]

### Programmes de classements musicaux[Quoi ?]
- 2010 : 1re place au M! Countdown le 22 juillet pour Bad Girl Good Girl.
- 2010 : 1re place au Music Bank le 23 juillet pour Bad Girl Good Girl.
- 2010 : 1re place au Inkigayo le 1er août pour Bad Girl Good Girl.
- 2010 : 1re place au M! Countdown le 21 octobre pour Breathe.
- 2011 : 1re place au M! Countdown le 28 juillet pour Goodbye Baby.
- 2011 : 1re place au Music Bank le 29 juillet pour Goodbye Baby.
- 2011 : 1re place au Inkigayo le 31 juillet pour Goodbye Baby.
- 2012 : 1re place au M! Countdown le 1er mars pour Touch.
- 2012 : 1re place au Inkigayo le 4 mars pour Touch.
- 2013 : 1re place au Inkigayo le 17 novembre pour Hush.
- 2013 : 1re place au M! Countdown le 21 novembre pour Hush.
- 2013 : 1re place au  Music Bank le 22 novembre pour Hush.